# میمی آگولیا
میمی آگولیا (ایتالیایی: Mimi Aguglia؛ ‏ ۲۱ دسامبر ۱۸۸۴ – ۳۱ ژوئیهٔ ۱۹۷۰) بازیگر اهل ایتالیا بود.
آگولیا در ۲۱ دسامبر ۱۸۸۴ در پشت‌صحنهٔ تئاتر سنت‌سسیل در پالرمو متولد شد، در حالی که مادرش، بازیگر جوزپینا دی لورنزو آگولیا، در حال اجرای نقش دزدِمونا در نمایش اتللو بود. پدر او بازیگر، ایگناتسیو آگولیا بود. او در سال ۱۹۰۸ به نیویورک تایمز گفت: «من هرگز برای صحنه آموزش ندیده‌ام. من فرزند هنرمندان هستم و هنرمند زاده شده‌ام.»
از فیلم‌ها یا برنامه‌های تلویزیونی که وی در آن نقش داشته‌است می‌توان به ژست شانگهای، لنگرها را بکشید، نفی بلد، خالکوبی گل سرخ، یاغی، و گریه شهر اشاره کرد.